# Epithema membranaceum
Epithema membranaceum là một loài thực vật có hoa trong họ Tai voi. Loài này được (King) Kiew mô tả khoa học đầu tiên năm 1985.